# L'Herbergement
L'Herbergement là một xã ở tỉnh Vendée trong vùng Pays de la Loire, Pháp. Xã này có diện tích 16,75 km², dân số năm 2006 là 2469 người. Xã này nằm ở khu vực có độ cao trung bình 69 mét trên mực nước biển.

## Biến động dân số
| 1962                                        | 1968  | 1975  | 1982  | 1990  | 1999  | 2006  |
| ------------------------------------------- | ----- | ----- | ----- | ----- | ----- | ----- |
| 1 306                                       | 1 414 | 1 531 | 1 654 | 1 706 | 1 896 | 2 469 |
| Số liệu từ năm1962: Dân số không tính trùng |       |       |       |       |       |       |